# Équipe de Suisse de football en 1956
Cet article présente les résultats de l'équipe de Suisse de football lors de l'année 1956.

## Bilan
|           | Nombre de matchs | Victoires | Défaites | Matchs nuls | Buts marqués | Buts encaissés |
| Domicile  | 4                | 0         | 2        | 2           | 5            | 11             |
| Extérieur | 3                | 2         | 0        | 1           | 7            | 3              |
| Neutre    | 0                | 0         | 0        | 0           | 0            | 0              |
| Total     | 7                | 2         | 2        | 3           | 12           | 14             |

## Matchs et résultats
| Match amical                             | Belgique    | 1 - 3   | Suisse                                 | Heysel, Bruxelles                                |                                                  |
| 11 mars 1956 · Historique des rencontres | Mermans 47e | (0 - 1) | 11e Pastega · 77e Ballaman · 88e Meier | Spectateurs : 50 000 Arbitrage : Josef Wershoven | Spectateurs : 50 000 Arbitrage : Josef Wershoven |
| 11 mars 1956 · Historique des rencontres | Rapport     |         |                                        | Spectateurs : 50 000 Arbitrage : Josef Wershoven | Spectateurs : 50 000 Arbitrage : Josef Wershoven |

| Match amical                              | Suisse             | 1 - 1   | Brésil   | Hardturm, Zurich                                |                                                 |
| 11 avril 1956 · Historique des rencontres | de Sordi 20e (csc) | (1 - 0) | 54e Gino | Spectateurs : 33 000 Arbitrage : Emil Schmetzer | Spectateurs : 33 000 Arbitrage : Emil Schmetzer |
| 11 avril 1956 · Historique des rencontres | Rapport            |         |          | Spectateurs : 33 000 Arbitrage : Emil Schmetzer | Spectateurs : 33 000 Arbitrage : Emil Schmetzer |

| Match amical                             | Sarre     | 1 - 1   | Suisse   | Ludwigspark, Sarrebruck                   |                                           |
| 1er mai 1956 · Historique des rencontres | Siedl 57e | (0 - 1) | 33e Riva | Spectateurs : 20 000 Arbitrage : Leo Horn | Spectateurs : 20 000 Arbitrage : Leo Horn |
| 1er mai 1956 · Historique des rencontres | Rapport   |         |          | Spectateurs : 20 000 Arbitrage : Leo Horn | Spectateurs : 20 000 Arbitrage : Leo Horn |

| Coupe internationale européenne 1955-1960 | Suisse       | 1 - 6   | Tchécoslovaquie                                         | Les Charmilles, Genève                            |                                                   |
| 10 mai 1956 · Historique des rencontres   | Ballaman 1re | (1 - 3) | 16e Borovička · 21e 31e 61e 66e Feureisl · 88e Masopust | Spectateurs : 22 000 Arbitrage : Johan Bronkhorst | Spectateurs : 22 000 Arbitrage : Johan Bronkhorst |
| 10 mai 1956 · Historique des rencontres   | Rapport      |         |                                                         | Spectateurs : 22 000 Arbitrage : Johan Bronkhorst | Spectateurs : 22 000 Arbitrage : Johan Bronkhorst |

| Match amical                                  | Suisse                | 2 - 3   | Pays-Bas                                      | La Pontaise, Lausanne                         |                                               |
| 15 septembre 1956 · Historique des rencontres | Antenen 8e · Riva 15e | (2 - 3) | 2e Lenstra · 30e van der Gijp · 40e Bosselaar | Spectateurs : 24 000 Arbitrage : Albert Dusch | Spectateurs : 24 000 Arbitrage : Albert Dusch |
| 15 septembre 1956 · Historique des rencontres | Rapport               |         |                                               | Spectateurs : 24 000 Arbitrage : Albert Dusch | Spectateurs : 24 000 Arbitrage : Albert Dusch |

| Coupe internationale européenne 1955-1960            | Suisse       | 1 - 1   | Italie      | Wankdorf, Berne                           |                                           |
| 11 novembre 1956 · 15h00 · Historique des rencontres | Ballaman 26e | (1 - 1) | 36e Firmani | Spectateurs : 57 500 Arbitrage : Leo Horn | Spectateurs : 57 500 Arbitrage : Leo Horn |
| 11 novembre 1956 · 15h00 · Historique des rencontres | Rapport      |         |             | Spectateurs : 57 500 Arbitrage : Leo Horn | Spectateurs : 57 500 Arbitrage : Leo Horn |

| Match amical                                 | Allemagne de l'Ouest | 1 - 3   | Suisse                             | Waldstadion, Francfort                             |                                                    |
| 21 novembre 1956 · Historique des rencontres | Neuschäfer 34e       | (1 - 2) | 21e Riva · 25e Hügi · 62e Ballaman | Spectateurs : 86 000 Arbitrage : Friedrich Seipelt | Spectateurs : 86 000 Arbitrage : Friedrich Seipelt |
| 21 novembre 1956 · Historique des rencontres | Rapport              |         |                                    | Spectateurs : 86 000 Arbitrage : Friedrich Seipelt | Spectateurs : 86 000 Arbitrage : Friedrich Seipelt |